# 87644 Cathomen
87644 Cathomen este o planetă minoră (asteroid), cu un diametru de 4,844 km, din centura de asteroizi. A fost descoperită pe 8 septembrie 2000 la Osservatorio Astronomico di Gnosca⁠(d) de Stefano Sposetti⁠(d). 
Obiectul prezintă o orbită caracterizată de o semiaxă mare de 2,6539211334287 UAi, o excentricitate de 0,21340622540251, o înclinație de 12,182308085807 ° în raport cu ecliptica.